# Fresse-sur-Moselle
Fresse-sur-Moselle – miejscowość i gmina we Francji, w regionie Grand Est, w departamencie Wogezy.
Według danych na rok 1990 gminę zamieszkiwały 2242 osoby, a gęstość zaludnienia wynosiła 122 osób/km² (wśród 2335 gmin Lotaryngii Fresse-sur-Moselle plasuje się na 191. miejscu pod względem liczby ludności, natomiast pod względem powierzchni na miejscu 221.).